# Lasek (Nowy Targ)

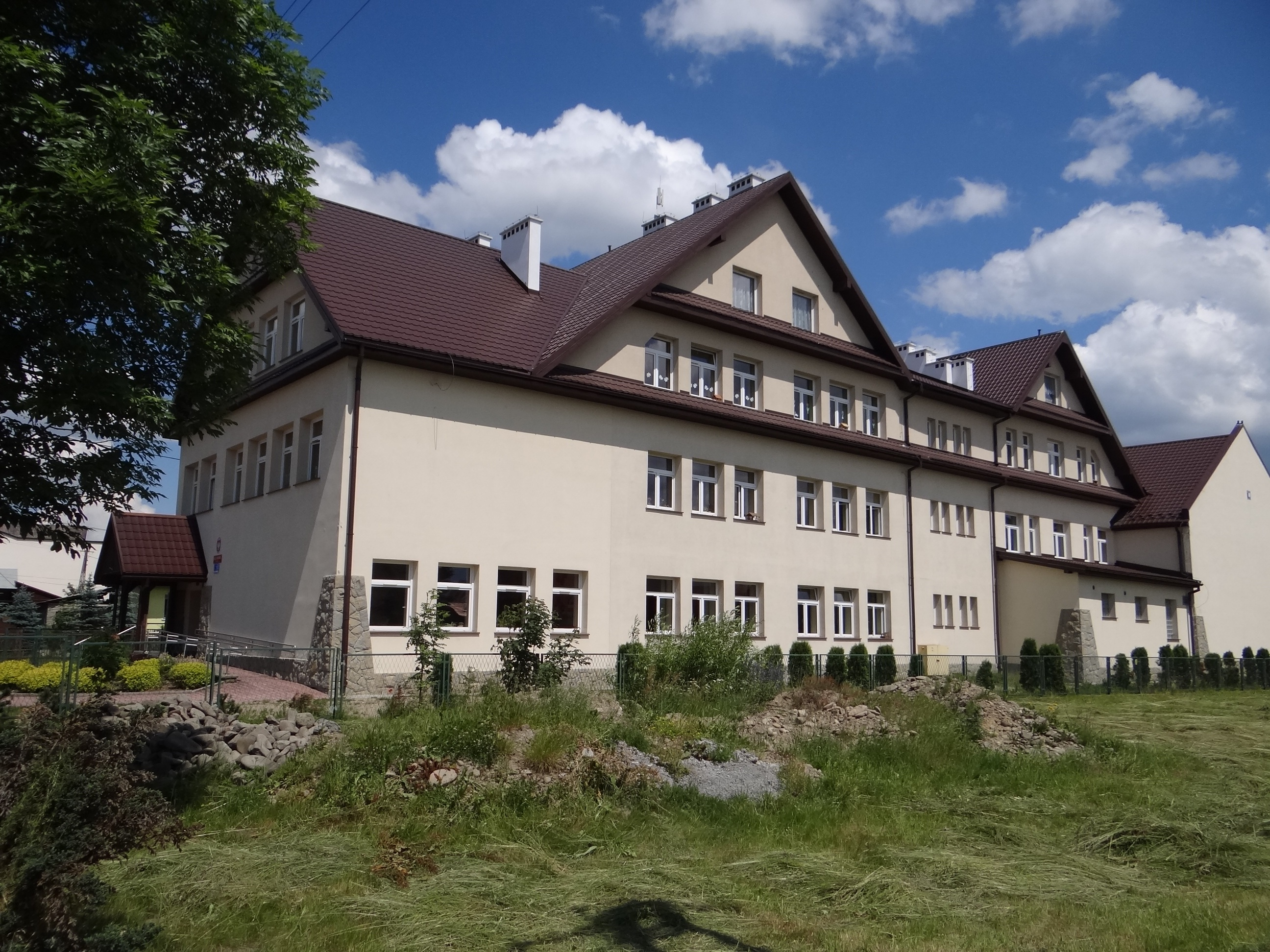
Schule

Lasek ist eine Ortschaft mit einem Schulzenamt der Landgemeinde Nowy Targ im Powiat Nowotarski der Woiwodschaft Kleinpolen in Polen.

## Geographie
Der Ort liegt in sogenannten Podhale am Bach Lepietnica westlich der Stadt Nowy Targ.

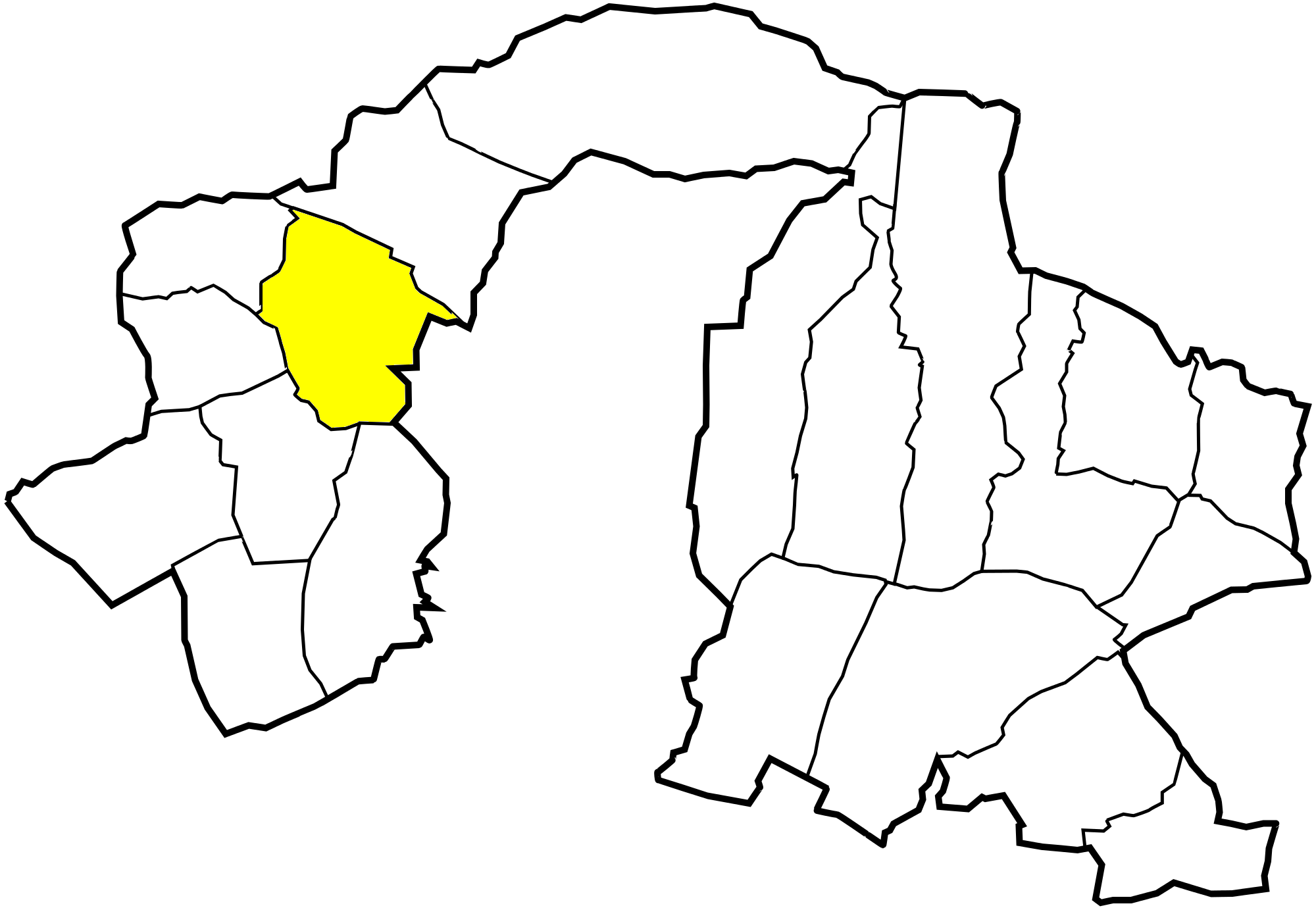
Dorf in der Gemeinde

## Geschichte
Der Ort wurde etwa in der Hälfte des 16. Jahrhunderts als Neusiedlung von Jan Pieniążek gegründet. Zunächst wurde er ein Weiler von Klikuszowa, erst im Jahre 1618 als unabhängig erwähnt. Der Name auf Polnisch bedeutet kleinen Wald.
Bei der ersten Teilung Polens kam das Dorf 1772 zum neuen Königreich Galizien und Lodomerien des habsburgischen Kaiserreichs (ab 1804).
1918, nach dem Ende des Ersten Weltkriegs und dem Zusammenbruch der k.u.k. Monarchie, kam Lasek zu Polen. Unterbrochen wurde dies nur durch die Besetzung Polens durch die Wehrmacht im Zweiten Weltkrieg.
Der Weiler Trute wurde in den 1970en Jahren als ein unabhängiges sołectwo (Schulzenamt) abgetrennt.
Von 1975 bis 1998 gehörte Lasek zur Woiwodschaft Nowy Sącz.